# أرسينين
أرسينين (أو أرسبنزين) هو مركب زرنيخ عضوي صيغته الكيميائية C5H5As، ويوجد على شكل سائل، وهو مركب سام.
يصنف المركب كيميائياً ضمن المركبات الحلقية غير المتجانسة.

## التحضير
يحضر المركب وفق التفاعل التالي من إجراء تبادل As/Sn بين مركب قصدير عضوي ومركب كلوريد الزرنيخ الثلاثي:
{\displaystyle {\ce {CH2(CHCH)2SnBu2 + AsCl3 -> CH2(CHCH)2AsCl + Bu2SnCl2}}}
{\displaystyle {\ce {CH2(CHCH)2AsCl -> C5H5As + HCl}}}

## الخواص
يوجد المركب في الشروط القياسية على شكل سائل، وهو حساس للهواء، وله رائحة تشبه رائحة البصل؛ وهو يتفكك بالتسخين.
يميل المركب إلى الدخول على شكل ربيطة لتشكيل معقدات تناسقية، وذلك إما عن طريق ذرة الزرنيخ أو السحابة الإلكترونية للحلقة العطرية.
للمركب بنية مستوية، ويبلغ طول الرابطة C—C مقدار 1.39 أنغستروم، أما الرابطة As—C فطولها 1.85 أنغستروم، وهي هنا أقصر بحوالي 6.6% من طول الرابطة As—C الأحادية في مركبات الزرنيخ العضوية الأخرى.
|  |

بينت قياسات مطيافية الرنين المغناطيسي النووي أن للمركب تيار حلقي عطري.